# 葵青区

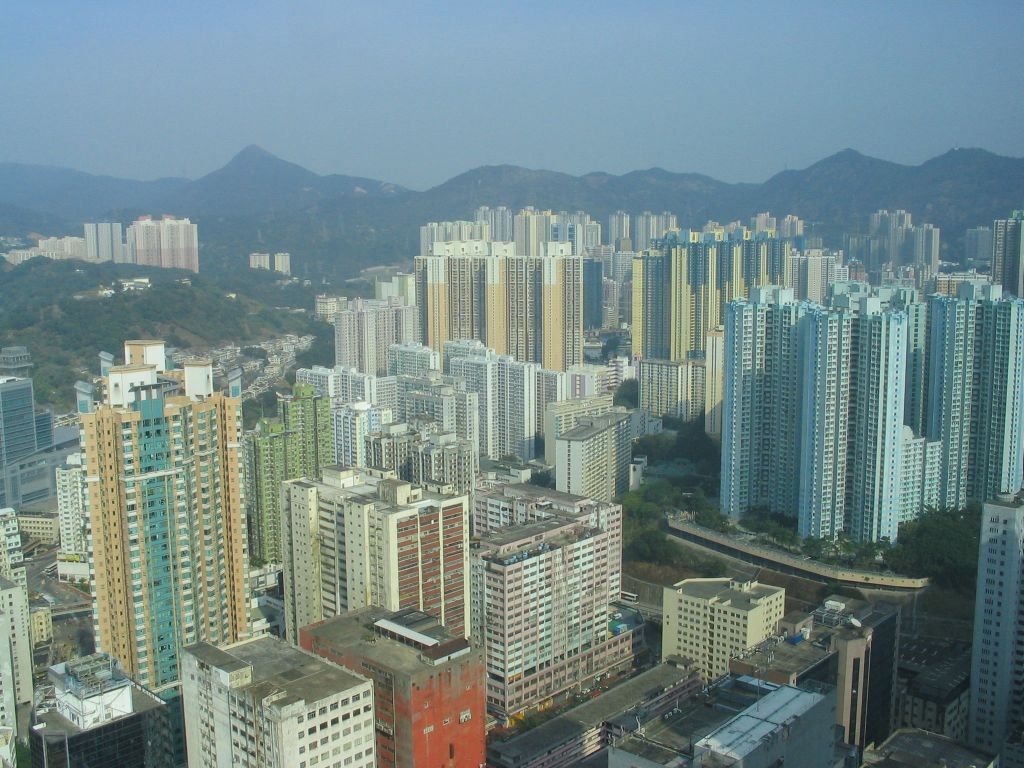
葵青区の高層住宅

葵青区（きせいく、広東語読み：クワイツェンキョイ）は、香港の18の行政区画のうちの1つである。新界の中の葵涌と青衣島の2つの部分からなる、荃湾ニュータウン（荃湾新市鎮）の一部に含まれる。

## 地理
1980年代前半に香港の区域が形成されたときには荃湾区の一部であった。1985年に葵涌及青衣区 (Kwai Chung and Tsing Yi District) という一つの区して独立し、1988年に葵青区に名称変更された。
葵涌と青衣島の間の藍巴勒海峡の岸沿いに国際的に有名なコンテナターミナルがある。青馬大橋は、青衣島の北西の端から北大嶼山公路を通って香港国際空港に通じている。
地区の居住者の75パーセント以上は公共の住宅に住んでいる、香港で収入は平均以下である。
尚、当区は歴史的には新界であるが、タクシーの運行地域区分上は荃湾区主要部と共に九龍地区として扱われ、走行するタクシーは赤色（本来新界地区は緑色）となっているので、空港などからタクシーに乗車する際は注意が必要である。

## 教育

### 中学校
- 裘錦秋中学（葵涌）（中国語版）
- 保禄六世書院（中国語版）
- 中華伝道会安柱中学（中国語版）
- 東華三院伍若瑜夫人紀念中学（中国語版）
- 香港道教聯合会円玄学院第一中学（中国語版）
- 石籬天主教中学（中国語版）
- 中華基督教会全完中学（中国語版）
- 聖公会林護紀念中学（中国語版）
- 天主教慈幼会伍少梅中学（中国語版）
- 東華三院陳兆民中学（中国語版）
- 天主教母佑会蕭明中学（中国語版）
- 仏教善徳英文中学（中国語版）
- 棉紡会中学（中国語版）
- 循道衛理聯合教会李恵利中学（中国語版）
- 茘景天主教中学（中国語版）
- 順徳聯誼総会李兆基中学（中国語版）
- 楽善堂顧超文中学（中国語版）
- 葵涌循道中学（中国語版）
- 嶺南鍾栄光博士紀念中学（中国語版）
- 香港四邑商工総会陳南昌紀念中学（中国語版）
- 中華伝道会李賢堯紀念中学（中国語版）
- 迦密愛礼信中学（中国語版）
- 葵涌蘇浙公学（中国語版）
- 獅子会中学（中国語版）
- 明愛聖若瑟中学（中国語版）
- 中華基督教会燕京書院（中国語版）
- 仏教葉紀南紀念中学（中国語版）
- 保良局羅傑承（一九八三）中学（中国語版）
- 東華三院呉祥川紀念中学（中国語版）
- 楽善堂梁植偉紀念中学（中国語版）
- 皇仁旧生会中学（中国語版）

### 小学校
- 聖公会主愛小学（中国語版）
- 石籬天主教小学
- 慈幼葉漢千禧小学（中国語版）
- 石籬聖若望天主教小学
- 慈幼葉漢小学（中国語版）
- 中華基督教会全完第二小学
- 中華基督教会基真小学
- 聖公会主恩小学（中国語版）
- 亜斯理衛理小学（中国語版）
- 聖公会仁立小学
- 聖公会仁立紀念小学（中国語版）
- 中華伝道会許大同学校（中国語版）
- 仏教林炳炎紀念学校（香港仏教聯合会主弁）
- 仏教林金殿紀念小学（中国語版）
- 基督教香港信義会葵盛信義学校
- 東華三院高可寧紀念小学
- 柏立基教育学院校友会盧光輝紀念学校
- 祖堯天主教小学
- 郭怡雅神父紀念学校（中国語版）
- 保良局陳溢小学
- 青衣商会小学（中国語版）
- 荃湾商会学校
- 東華三院黄士心小学
- 中華伝道会呂明才小学（中国語版）
- 仁済医院趙曾学韞小学
- 聖公会何澤芸小学（中国語版）
- 聖公会青衣邨何澤芸小学（中国語版）
- 保良局世徳小学
- 聖公会青衣主恩小学（中国語版）
- 東華三院周演森小学
- 地利亜（閩僑）英文小学

### 特別支援学校
- 路徳会啓聾学校（中国語版）
- 香港耀能協会羅怡基紀念学校（広東語版）
- 三水同郷会劉本章学校（広東語版）
- 香港四邑商工総会陳南昌紀念学校（広東語版）
- 匡智張玉瓊晨輝学校（中国語版）
- 保良局陳百強伉儷青衣学校（広東語版）

## 交通

### 鉄道
- 香港MTR
  - ■荃湾線

（荃湾方面）- 葵興駅 - 葵芳駅 - 茘景駅 -（中環方面）
  - ■機場快線

（空港方面）- 青衣駅 -（香港駅方面）
  - ■東涌線

（東涌方面）- 青衣駅 - 茘景駅 -（香港駅方面）

### 道路
幹線道路
- ：青葵公路（中国語版）、長青トンネル（中国語版）、長青公路（中国語版）、汀九橋（中国語版）
- ：荃湾路（中国語版）、葵涌道（中国語版）
- ：呈祥道（中国語版）
- ：青馬大橋、長青公路（中国語版）、南湾トンネル（中国語版）、昂船洲大橋
- ：城門トンネル（中国語版）

市区道路
- 青衣大橋（中国語版）
- 青荃橋（中国語版）
- 長青橋（中国語版）
- 葵青路（中国語版）
- 青荃路（中国語版）
- 青山公路－葵涌段（中国語版）
- 青衣北岸公路（中国語版）